# Cubzac-les-Ponts
Cubzac-les-Ponts è un comune francese di 1 984 abitanti situato nel dipartimento della Gironda nella regione della Nuova Aquitania.

## Società

### Evoluzione demografica
Abitanti censiti